# Lasiochilus gerhardi
Lasiochilus gerhardi är en insektsart som beskrevs av Willis Blatchley 1926. Lasiochilus gerhardi ingår i släktet Lasiochilus och familjen näbbskinnbaggar. Inga underarter finns listade i Catalogue of Life.